# Квасников, Илья Евгеньевич
Илья́ Евге́ньевич Ква́сников (17 августа 1993) — российский боксёр. Серебряный призёр чемпионата России (2017), чемпион МВД России (2020), чемпион Северо-Западного федерального округа (2020), чемпион Санкт-Петербурга (2017). Мастер спорта России. Принимал участие в полупрофессиональных боях серии WSB.

## Биография
Родился в 1993 году. В детстве пробовал заниматься карате, но ему не понравилось. Пять лет занимался плаванием.
Боксом начал заниматься в 14 лет. Тренировался во Дворце бокса «Олимп», в ДЮСШ № 5 и ДЮСШ № 3. Тренеры — Вадим Симанович Бараш, Симон Айзикович Бараш, Виктор Васильевич Супрун.
Является сержантом полиции, служит в мобильном взводе патрульно-постовой службы.

## Любительская карьера

### Чемпионат России 2013
Выступал в полутяжёлой весовой категории (до 81 кг). В 1/8 финала победил Алексея Тена. В четвертьфинале проиграл Али Измайлову.

### Чемпионат России 2015
Выступал в тяжёлой весовой категории (до 91 кг). В 1/16 финала победил Сухроба Шапагатова. В 1/8 финала победил Тимура Пашалиева. В четвертьфинале проиграл Садаму Магомедову.

### World Series Boxing2016
Выступал в тяжёлой весовой категории (до 91 кг) за команду «Russian Boxing Team». 22 апреля 2016 года победил узбекистанца Рустама Тулаганова.

### Чемпионат России 2016
Выступал в тяжёлой весовой категории (до 91 кг). В 1/16 финала победил Шамиля Мансурова. В 1/8 финала победил Дениса Хаматова. В четвертьфинале проиграл Сергею Калчугину.

### World Series Boxing2017
Выступал в тяжёлой весовой категории (до 91 кг) за команду «Patriot Boxing Team». 4 февраля 2017 года проиграл казахстанцу Антону Пинчуку. 11 мая 2017 года победил казахстанца Антона Пинчука и взял реванш.

### Чемпионат России 2017
Выступал в тяжёлой весовой категории (до 91 кг). В 1/16 финала победил Вадима Лихмана. В 1/8 финала победил Ибрагима Дзангиева. В четвертьфинале победил Ивана Сагайдака. В полуфинале победил Василия Зверяна. В финале проиграл Садаму Магомедову.

### Чемпионат России 2018
Выступал в супертяжёлой весовой категории (свыше 91 кг). В 1/16 финала победил Эдуарда Авджяна. В 1/8 финала победил Омара Айдемирова. В четвертьфинале проиграл Ивану Верясову.

## Профессиональная карьера
Дебютировал на профессиональном ринге 9 декабря 2018 года. Одержал победу нокаутом во 2-м раунде.

## Статистика боёв
В таблице перечислены результаты всех поединков боксёров.
В каждой строке указан результат поединка. Дополнительно номер поединка обозначен цветом, который обозначает итог поединка. Расшифровка обозначений и цветов представлена в нижеследующей таблице.
| Пример | Расшифровка                     |
| ------ | ------------------------------- |
|        | Победа                          |
|        | Ничья                           |
|        | Поражение                       |
|        | Планируемый поединок            |
|        | Поединок признан несостоявшимся |
| КО     | Нокаут                          |
| ТКО    | Технический нокаут              |
| PTS    | Решение судей (по очкам)        |
| UD     | Единогласное решение судей      |
| MD     | Решение большинства судей       |
| SD     | Раздельное решение судей        |
| RTD    | Отказ от продолжения боя        |
| DQ     | Дисквалификация                 |
| NC     | Поединок признан несостоявшимся |

| Бой | Дата           | Соперник              | Место проведения                          | Результат | Примечание                        |
| --- | -------------- | --------------------- | ----------------------------------------- | --------- | --------------------------------- |
| 2   | 2 февраля 2019 | Яссин Хабачи (5-12-4) | Витязь, Анапа, Краснодарский край, Россия | MD6 (6)   | Счёт: 58-56 и 57-57 (дважды).     |
| 1   | 9 декабря 2018 | Юрий Сотников (1-5-1) | Лужники, Москва, Россия                   | KO2 (4)   | Сотников в нокдауне в 1-м раунде. |
| Бой | Дата           | Соперник              | Место проведения                          | Результат | Примечание                        |

## Боксёрские титулы

### Любительские
- 2017  Серебряный призёр чемпионата России в тяжёлом весе (до 91 кг).